# Višeslav (Raszien)
Višeslav war ein serbischer Groß-Župan von Fürstentum Raszien zwischen 780 und 800 und der Urenkel des unbekannten Archonten, der die Serben auf den Balkan führte.
Er regierte mit seinem Sohn Radoslav und Enkel Prosigoj unmittelbar vor der ersten selbständigen serbischen Dynastie der Vlastimirić bzw. Vlastimirovići (dt. „Die Vlastimiren“), die sein Urenkel Vlastimir begründete.